# Zehn-Prozent-Mythos
Sinngemäß ähnliche Behauptungen wie

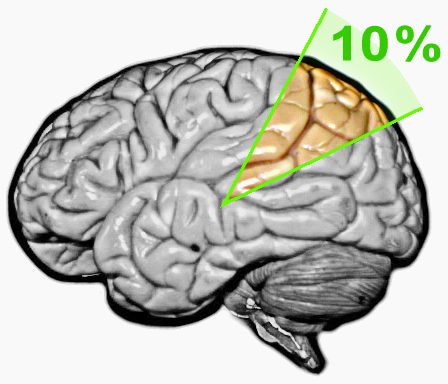
Grafische Umsetzung des Zehn-Prozent-Mythos

„Der Mensch nutzt nur etwa 10 Prozent seiner Gehirnkapazität“
werden seit mehr als 100 Jahren vielfach kolportiert und fälschlicherweise auch berühmten und intellektuell leistungsfähigen Personen (z. B. Albert Einstein oder Margaret Mead) zugeschrieben.
Der kanadische Neuropsychologe Barry Beyerstein forschte 1998 nach der Entstehung dieser Aussage und prägte dabei den Begriff Zehn-Prozent-Mythos.
Nach heutiger Auffassung entstand diese in der parawissenschaftlichen und Selbsthilfe-Literatur verbreitete, falsche Behauptung durch Missverständnisse oder Fehlinterpretationen physiologischer und neurowissenschaftlicher Untersuchungen und Experimente. Mehrfach haben sich Autoren in diesem Zusammenhang unbelegt auf den früher in Harvard tätigen Psychologen und Philosophen William James (1842–1910) berufen, der aber diesbezüglich nie eine quantitative Aussage machte.
Umfragen zufolge sind etwa zwei Drittel selbst naturwissenschaftlich Interessierter von der Richtigkeit des Mythos überzeugt, obwohl er mit unterschiedlichen wissenschaftlichen Argumenten zweifelsfrei widerlegt werden kann. Dessen ungeachtet wird der Zehn-Prozent-Mythos weiterhin durch die Popkultur und durch gelegentliche Verwendung in der Werbung perpetuiert.

## Aussage des Zehn-Prozent-Mythos
Die Aussage, dass der Mensch normalerweise nur einen kleinen Prozentsatz, beispielsweise zehn Prozent, seiner Gehirnkapazität oder seines Gehirnpotenzials nutzt und die restlichen 90 Prozent brach liegen, ist ein weit verbreiteter Mythos. Zusätzlich wird er oft und fälschlicherweise berühmten und intellektuell leistungsfähigen Personen wie Albert Einstein – bezüglich Einstein kann diese Aussage nicht belegt werden – oder Margaret Mead zugeschrieben und suggeriert dadurch, dass diese Personen gewusst hätten, wie eigene, ungenutzte Kapazitäten hätten freigesetzt und genutzt werden können.
In einer weiteren Übersteigerung des Mythos propagieren einige Vertreter des New Age den Glauben daran durch die Behauptung, dass die Aktivierung der vorgeblich ungenutzten 90 Prozent des Gehirns den Menschen in die Lage versetzen würde, besondere psychische Kräfte auszuüben und durch Training Psychokinese durchführen zu können und außersinnliche Wahrnehmung zu erlangen. Es gibt keine wissenschaftlich reproduzierbaren Experimente mit überprüfbaren Beweisen, die eine solche Aktivierung und die Existenz solcher Kräfte bestätigen.

### „Gehirnkapazität“
Der oft in Formulierungsvarianten des Zehn-Prozent-Mythos verwendete Begriff „Gehirnkapazität“ (lateinisch capacitas ‚Fassungsvermögen‘) ist unscharf definiert und hat verschiedene Bedeutungen. Er kommt vor allem in der älteren Fachliteratur und der Populärliteratur vor. Dort steht „Gehirnkapazität“ für unterschiedliche Gegebenheiten wie beispielsweise Gehirnvolumen, Intelligenz, Gedächtnisleistung oder allgemein „Leistungsfähigkeit des Gehirns“.
Eine der frühesten Verwendungen von "Gehirnkapazität" findet sich 1869 in einem medizinischen Journal und bezieht sich ausschließlich auf das Gehirnvolumen, das in diesem Fall bei mehr als 2000 Schädeln vermessen wurde. Dieser Bezug auf das Hirnvolumen findet sich bis etwa in die 1960er-Jahre. Heute werden in der wissenschaftlichen Literatur je nach Aspekt vorzugsweise die präzisen Begriffe „Gehirnmasse“ (bei Massenangabe in Gramm) oder „Gehirnvolumen“ (bei Angabe in Kubikzentimeter) verwendet.
Ab Beginn des 20. Jahrhunderts kommen zusätzlich weitere und oft diffuse Bedeutungen von Gedächtnisleistung (beispielsweise „Speicherung von Erinnerungsbildern“) und anderer geistiger Fähigkeiten des Gehirns hinzu.
Ebenso unscharf definiert wie Gehirnkapazität sind weitere Begriffe, die in Variationen des Zehn-Prozent-Mythos auftauchen: Gehirnmöglichkeiten, Gehirnaktivität, Gehirnpotenzial, Gehirnenergie/Gehirnkraft (brain power), mentale Fähigkeiten/Mittel/Kräfte, sowie analoge Formulierungen mit Geist (mind).

## Verwendung
Der Pädagoge Serge Larivée, der Physiologe Jean-François Pflieger (beide von der Université de Montréal) sowie die Psychologin Jacinthe Baribeau von der Université Laval haben le mythe du dix pourcent in einer wissenschaftlichen Publikation untersucht. Dabei stellten sie fest, dass die Mehrheit der Zitate zum Zehn-Prozent-Mythos aus Zeitschriften und Büchern der Populärpsychologie stammen und dort besonders unter den Themengebieten des positiven Denkens (Selbsthilfeliteratur) und des pseudowissenschaftlich Paranormalen zu finden sind.
Die Autoren dieser Werke sind üblicherweise keine Naturwissenschaftler. Sie bewerben mit dem Mythos ihre Ideen und Methoden, die Nutzung des Gehirns über die vermeintlichen zehn Prozent hinaus ausdehnen zu können. Das geschehe „durch pädagogische Argumente und Autosuggestion durch irrationale Mittel“. Um das zu erreichen, werden einerseits wenig oder nicht definierte Begriffe wie „Kräfte“, „Kapazität(en)“, „Ressourcen“ und „Potenzial“ aus dem Bereich „Macht/Energie“ (engl. power) verwendet, die zusätzlich mit konkreten Zahlen in Verbindung gebracht werden, was suggeriert, dass eine Messung vorausgegangen ist. Andererseits wird die Existenz der angeblich geringen Gehirnnutzung mit unbelegten Aussagen von oft nicht näher genannten Akademikern (Psychologen, Neurobiologen, Physiologen etc.) untermauert. Zusätzlich helfen Aussagen der Art „wie jeder weiß“, „wie mehrfach gezeigt wurde“, oder „die Fachleute sind sich einig“, um diese Aussagen zu etwas zu machen, was psycho-fact (Mentefakt) genannt wird: Eine Behauptung muss nur allgemein und oft genug wiederholt werden, damit sie ohne Hinterfragung als Tatsache hingenommen wird.

### Beispiele ab 1910
Seit Anfang des 20. Jahrhunderts finden sich in der populärpsychologischen Literatur Beispiele zum Zehn-Prozent-Mythos.
- 1910 – Im US-amerikanischen The Dental Register findet sich unter symmetry and endurance (Symmetrie und Ausdauer) die Feststellung: „The average man is using only one-fourth of his physical possibilities and one-tenth of his brain possibilities. The average brain shows only one tenth of the cells ever developed at all.“[19][20]

- 1915 – Im YMCA-Jugendmagazin Young Men wird behauptet: „The late Professor James said that the average man was using only one-tenth of his brain power.“[21][22]

- 1922 – Die Werbung für das Buch The Secret of Mental Power im Popular Science Monthly zitiert Mark Twain und William James: „Mark Twain once said, that the average man didn’t make much use of his head except for the purpose of keeping his necktie from slipping off. And Professor William James claimed that the average man uses only about a tenth part of his brain.“[23][24][25]

- 1928 – In einer Anzeige von The Pelman Institute in der Zeitschrift Popular Science wird eine Broschüre zur effizienteren Selbstverwirklichung („Pelmanismus“) mit folgendem Text beworben: „There is no limit to what the human brain can accomplish. Scientists and psychologists tell us we use only about ten per cent of our brain power. The mind is like a muscle. It grows in power through exercise and use. It weakens and deteriorates with idleness.“[26][27]

- 1937 – In einem Vorwort zu dem Buch How to Win Friends and Influence People[28] (Wie man Freunde gewinnt. Die Kunst, beliebt und einflussreich zu werden.) des Kommunikations- und Motivationstrainers Dale Carnegie bezog sich der amerikanische Journalist Lowell Thomas auf eine Aussage von William James und gab dazu fälschlicherweise einen sehr genauen Prozentsatz an: „Professor William James of Harvard used to say that the average man develops only ten percent of his latent mental ability.“[29][30] Carnegies Buch wurde mehr als 15 Millionen Mal verkauft.[31]

- 1944 – Carnegie korrigiert und zitiert in seinem Buch How to Stop Worrying and Start Living (Sorge dich nicht – lebe!, 1948) William James ohne eine Angabe von Prozenten: „Compared to what we ought to be we are only half awake. We are making use of only a small part of our physical and mental resources. Stating the thing broadly, the human individual thus lives far within his limits. He possesses powers of various sorts which he habitually fails to use.“[32][33]

- 1950 – L. Ron Hubbard, der spätere Gründer von Scientology, schrieb in seinem Buch Dianetics: The Modern Science of Mental Health (deutsch Dianetik): „Thought processes are disturbed not only by these engramic commands but also by the fact that the reactive mind reduces, by regenerating unconsciousness, the actual ability to think. Few people possess, because of this, more than 10% of their potential awareness.“[34][35] Später wurde bei der Werbung für Dianetik auch der nicht belegbare Zusammenhang mit Albert Einstein verwendet.[36]

- 1960 – David V. Lewis bezieht sich in seinem Buch How to Master Your Memory auf William James, wenn er schreibt: „Experts agree that you are using only a fraction of your mental power. No less a pundit than Harvard’s great psychologist, William James, claims the average person habitually uses 10 to 15 percent of his brain power.“[37][38]

- 1960 – Aldous Huxley, der mit bewusstseinserweiternden Drogen experimentierte, hielt am San Francisco Medical Center der University of California einen Vortrag mit dem Titel Human Potentialities. Darin machte er die Feststellung: „The neurologists have shown us that no human being has ever made use of as much as ten percent of all the neurons in his brain.“[39][40][41]

- 1966 – Louis Pauwels und Jacques Bergier beschäftigen sich in Le matin des magiciens mit Realem und Paranormalem und berufen sich mit ihrer Aussage auf einen „docteur Warren Penfield“[42]: « Dans l’état de veille normal de la conscience, il y a un dixième du cerveau en activité. Que se passe-t-il dans les neuf dixièmes silencieux ? Et n’existe-t-il pas un état où la totalité du cerveau se trouverait en activité organisée ? […] Pourquoi [l’homme] ne posséderait-il pas une sorte de machine électronique analogique dans les profondeurs de son cerveau ? Nous savons aujourd’hui que les neuf dixièmes du cerveau humain sont inutilisés dans la vie consciente normale et le docteur Warren Penfield a démontré l’existence, en nous, de ce vaste domaine silencieux. »[43][44]

- 1979 – In seinem Buch Memory Made Easy reduziert Robert Leo Montgomery die Aussage auf die menschliche Erinnerungsfähigkeit: „Most of us, psychologists say, don’t use more than 10 percent of our native ability to remember.“[45][46]

- 1979 – Die auf Themen des Paranormalen spezialisierte Schriftstellerin Sheila Ostrander und Mitautorinnen zitieren in ihrem Buch Superlearning andere Schriftsteller, die wiederum sowjetische Physiologen zitieren: „In these accounts, writers invariably mentioned a basic contention of Soviet physiologists : We use barely ten percent of our brain capacity, yet we can learn to plug in to the other ninety percent; we can, as they put it, learn to tap the reserves of the mind.“[47][48]

- 1979 – Peter Russell behauptet in seinem Buch The Brain Book, dass sogar die Annahme von zehn Prozent viel zu hoch sein könnte: „It is frequently stated that we use only 10% of our full mental potential. This, it now appears, is rather an overestimate. We probably do not use even one percent more likely 0.1 percent or less.“[49][50]

- 1983 – In seinem Buch How to be twice as smart schreibt Scott Witt: „Most people use ten percent or less of their brainpower, leaving a vast reserve of mental abilities unused.“[51][52]

- 1983 – Larry Belliston und Craig K. Mayfield präsentieren hinterfragend „10 oder 20 Prozent“ in ihrem Buch Speed Learning Super Recall: „You’ve probably heard that we use only 10 or 20 percent of our mental powers. How can that be? Is there some secret to unlocking the other 80 or 90 percent?“[53][54]

- 1984 – Tony Buzan formuliert es in seinem Buch Make the Most of Your Mind ähnlich wie Peter Russell fünf Jahre vorher: „The commonly heard statement that on the average we use only 1 percent of our brain may well be wrong, because it now seems that we use even less than 1 percent.“[55][56]

- 1987 – In seinem Buch Accelerated Learning zieht Colin Rose die zehn Prozent in Zweifel und legt sich auf vier Prozent fest: „It used to be an often quoted statistic that we only use 10% of our potential brain power. The more psychologists have learned in the past 10 years however, the less likely they are to dare to attempt to quantify our brain potential. The only consistent conclusion is that the proportion of our potential brain power that we use is probably nearer 4% than 10%.“[57][58]

- 1990 – Arthur und Ruth Winter legen sich in Augmentez la puissance de votre cerveau auf einen geschätzten Bereich unter zehn Prozent fest: „Vous n’utilisez qu’une portion infime des capacités de votre cerveau estimé à un pourcentage qui peut varier entre 0,01 et 10 %.“[59][60]

- 1992 – Der in religiösen Studien promovierte Moses Adetumbi legt sich in seinem Buch You Are a Better Student Than You Think auf „weniger als 5 Prozent“ fest: „It has been estimated that an average person uses only a fraction (less than 5 %) of his or her brain potential. Psychologists and neurobiologists alike agree that the human brain has almost unlimited capacity to learn.“[61][62]

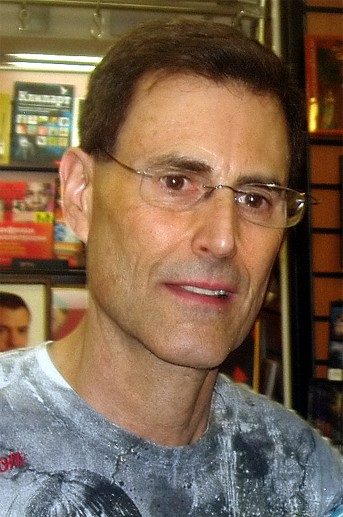
Uri Geller

- 1996 – Der Illusionist und nach eigenen Angaben seit seiner Kindheit mit übersinnlichen Fähigkeiten begabte Uri Geller führt in einem seiner Bücher aus: „Our minds are capable of remarkable, incredible feats, yet we don’t use them to their full capacity. In fact, most of us only use about 10% of our brains, if that. The other 90% is full of untapped potential and an undiscovered ability, which means our minds are only operating in a very limited way instead of at full stretch. I believe that we once had full power over our minds. We had to, in order to survive, but as our world has become more sophisticated and complex we have forgotten many of the abilities we once had.“[63][64]

- 1997 – Michael Clark setzt in seinem Buch Reason to Believe. A Practical Guide to Psychic Phenomena die nicht benutzten Gehirnprozente dem Unterbewusstsein gleich: „We normally use 10% to 20% of our minds. Think how different your life would be if you could utilize that other 80% to 90% known as the subconscious mind.“[65][66]

- 2007 – Die australische TV-Drehbuchautorin und -Produzentin Rhonda Byrne schreibt in ihrem esoterischen Spiegel-Bestseller The Secret – Das Geheimnis: „Ich sehe eine Zukunft der unbegrenzten Möglichkeiten, von unendlich vielen Möglichkeiten. Denken Sie daran, dass der Mensch höchstens 5 Prozent des Potenzials seines Geistes nutzt. Das ganze menschliche Potenzial ist das Produkt einer angemessenen Ausbildung. Also, stellen Sie sich eine Welt vor, in der Menschen ihr volles zerebrales und emotionales Potenzial nutzen. Wir könnten überall hingehen. Wir könnten alles machen. Wir könnten alles erreichen.“[67]

## Akzeptanz
Umfragen wurden durchgeführt, um das Ausmaß der Akzeptanz des Zehn-Prozent-Mythos abzuschätzen.

### Verbreitung
In den drei hier gelisteten Untersuchungen waren mindestens 69 Prozent oder mehr der Befragten – Psychologie- oder Biologiestudierende sowie an Psychologie interessierten Fachbereichbesucher – von der Richtigkeit des Mythos überzeugt:
- Higbee und Clay untersuchten 1998 die Hypothese, dass bei Psychologiestudenten nach dem Grundstudium der Glaube an den Zehn-Prozent-Mythos geringer sei als bei Studenten ohne psychologische Vorbildung (Vergleichsgruppe). Die Hypothese konnte nicht bestätigt werden. Die Psychologiestudenten waren optimistischer in der Prozentschätzung (5 bis 90 Prozent potential brain power) verglichen mit der Kontrollgruppe (5 bis 60 Prozent potential brain power); „10 Prozent“ wurde von je knapp einem Drittel in beiden Gruppen am häufigsten genannt, beide Gruppen waren überzeugt, dass diese niedrige Prozentzahl gesteigert werden könne, und Studenten beider Gruppen „hatten davon gelesen oder gehört“, konnten aber zum „Wo“ keine konkreten Angaben machen.[68]
- Kanadische Forscher stellten 67 Biologiestudenten (2. und 3. Jahr nach Studienbeginn) vor eine Ja-Nein-Entscheidung zu der Aussage „Wir nutzen nur zehn Prozent unseres Gehirns“; 53 von ihnen (79,1 Prozent) hielten diese Aussage für richtig.[17]
- Der Neuropsychologe Sergio Della Sala legte Besuchern beim Tag der offenen Tür des Fachbereichs Psychologie der University of Aberdeen 16 Ja-Nein-Fragen vor, darunter auch „Menschen benutzen üblicherweise nur 10 Prozent ihres Gehirns“. Mehr als zwei Drittel (69 Prozent) der Besucher stimmten dieser Aussage zu.[69]

### Erklärung
Der Neurowissenschaftler Gregory Hickok hat erklärt, wie es zu einer solchen Fehlannahme kommen kann: „Mythen über das Gehirn entstehen in der Regel auf folgende Weise: Ein faszinierendes Versuchsergebnis erzeugt eine plausible, aber noch spekulative Interpretation (ein kleiner Teil des Gehirnlappens scheint ausreichend zu sein), die später überinterpretiert oder verzerrt wird (wir nutzen nur 10 Prozent unseres Gehirns). Die so entstandene Karikatur infiltrierte letztlich die Populärkultur und entwickelte dort ein von den Fakten, die sie hervorgebracht haben, ganz unabhängiges Eigenleben.“ Damit kann eine solche Behauptung menschliche Schwächen erklären und bedient die Hoffnung – positives Denken – dass dem abgeholfen werden kann, indem man die restlichen 90 Prozent auf verschiedene Arten und Weisen aktivieren und damit für sich selbst gesehen eine „Verbesserung“ erzielen kann.

## Mögliche Ursprünge
Der exakte Ursprung des Zehn-Prozent-Mythos ist nicht eindeutig feststellbar. Es ist auch nicht bekannt, ob er durch nur eine missverstandene oder gleich mehrere wissenschaftliche Aussagen ausgelöst wurde, oder ob zusätzlich später nachfolgende wissenschaftliche Resultate als „Bestätigung“ hinzugenommen wurden.
Nachvollziehbar ist, dass über die letzten zwei Jahrhunderte mehrere Physiologen und Neurowissenschaftler dokumentierte Aussagen aus ihrem damaligen, meist sehr vereinfachten Verständnis der Gehirnfunktionen hinterlassen haben, die einzeln oder gemeinsam und ohne Berücksichtigung des Zusammenhangs als mögliche Auslöser der Mythosentstehung angesehen werden können.

### Das Gehirn betreffende Aussagen

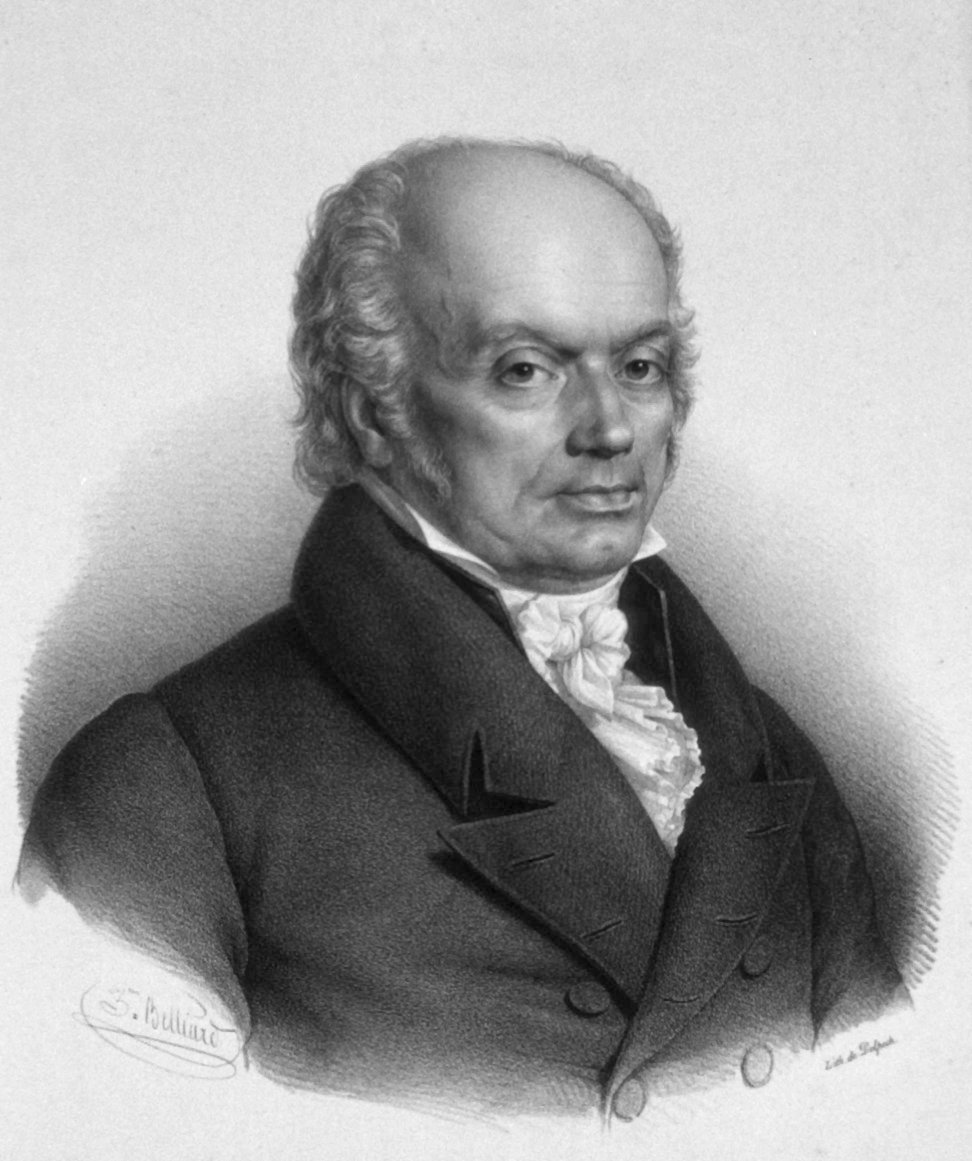
Franz Joseph Gall

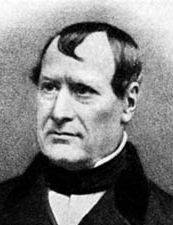
Marie-Jean-Pierre Flourens

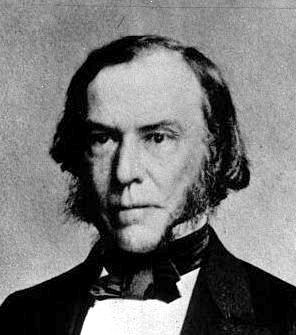
Charles-Édouard Brown-Séquard

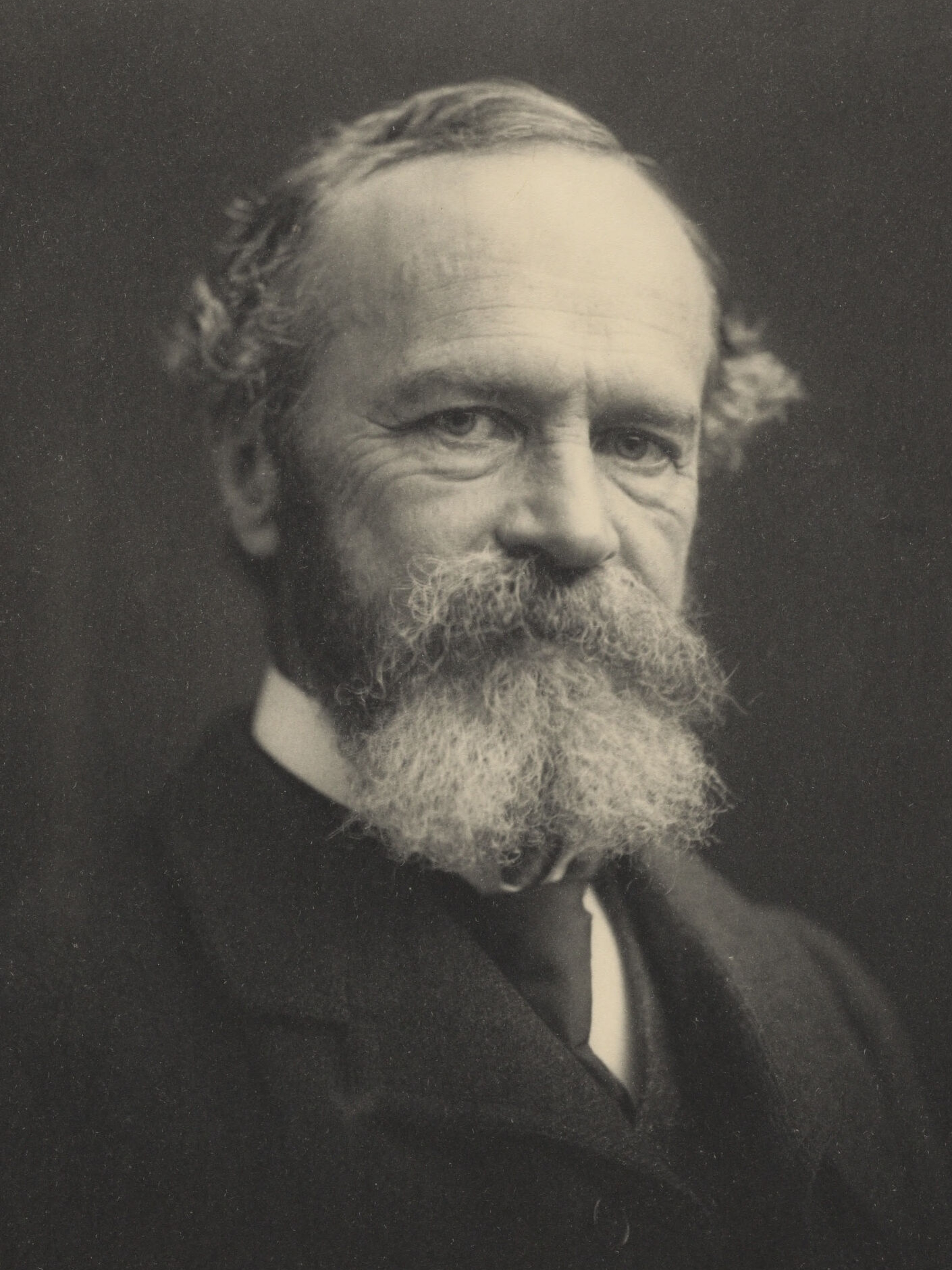
William James

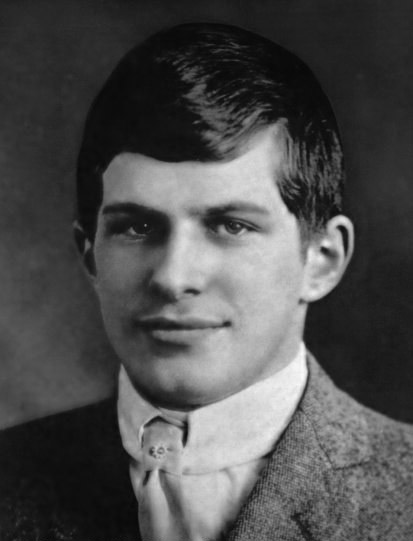
William James Sidis

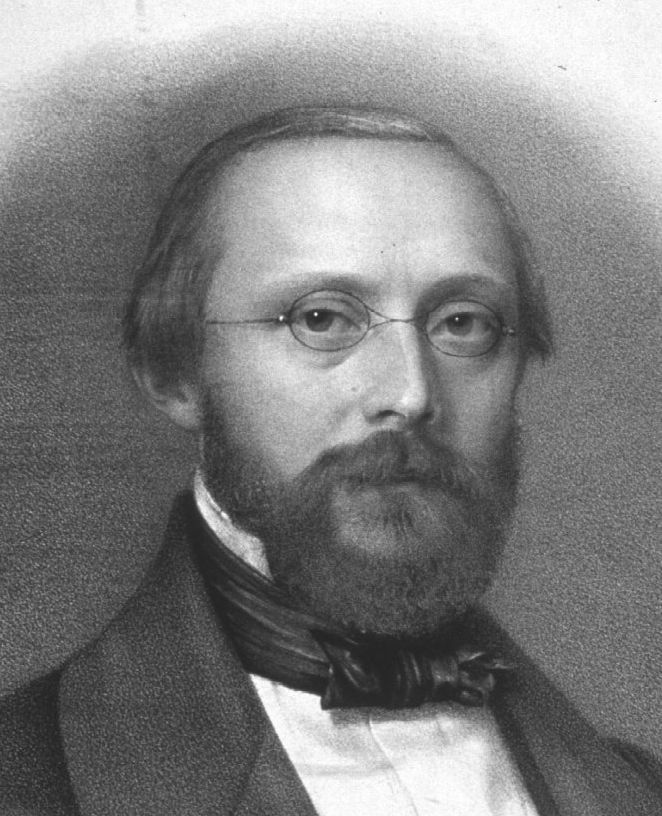
Rudolf Virchow

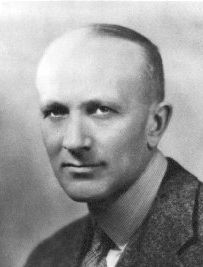
Wilder Penfield

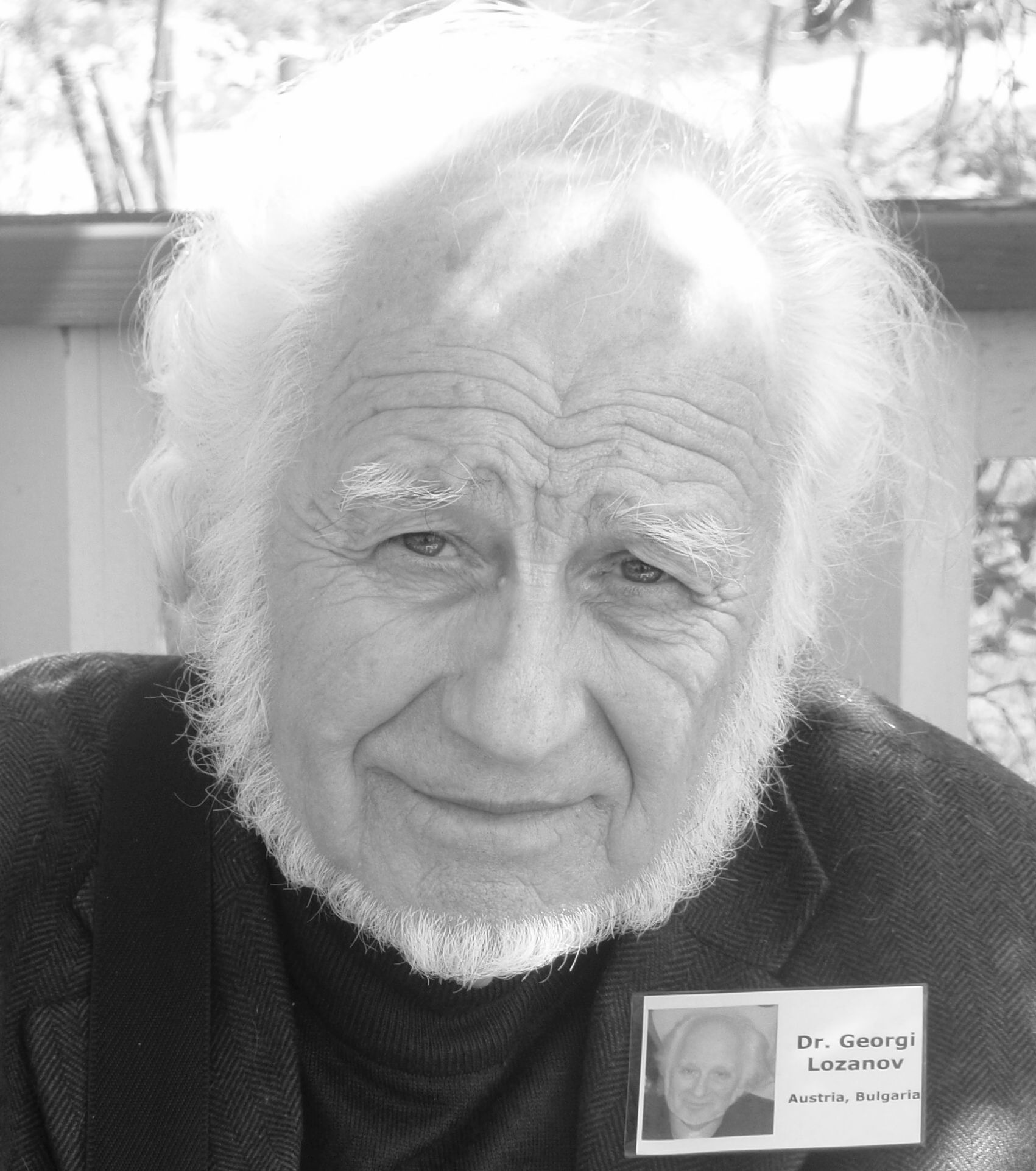
Georgi Losanow

- Anfang 19. Jahrhundert – Ein möglicher Ursprung[17] könnte in der von Franz Joseph Gall (1758–1828) begründeten Phrenologie liegen, bei der man annahm, dass allein die kortikalen Neuronen in abgegrenzten Hirnarealen für Persönlichkeit und Denkprozesse verantwortlich seien.

- Frühes 19. Jahrhundert – Der Physiologe Marie-Jean-Pierre Flourens (1794–1867), ein Gegner der Phrenologie, führte Experimente mit Tauben, Hühnern und Fröschen durch: Er entfernte immer größere Teile des Gehirns und beobachtete danach das Verhalten dieser Tiere. 1824 schrieb er: „Man kann vom vorderen, hinteren, oberen oder seitlichen Teil eine gewisse Menge der zerebralen Lappen entfernen, ohne ihre Funktion zu zerstören.“[71]

- 1876 – Der Physiologe und Neurologe Charles-Édouard Brown-Séquard (1817–1894) machte eine Aussage zur unvollkommenen Entwicklung von geistigen Fähigkeiten, als er feststellte, dass sich hinsichtlich der Fähigkeiten des Gehirns „sehr wenige Menschen sehr weit und vielleicht niemand völlig“ entwickle.[71]

- 1890er Jahre – Die Harvard-Psychologen William James und Boris Sidis stellten die „Reserveenergie-Theorie“ (reserve energy theory) auf. Sie untersuchten diese Theorie bei der Entwicklung von Sidis’ Sohn, dem jugendlichen Exzentriker William James Sidis (1898–1944), der nach Angabe seiner Schwester Helena bei einem Intelligenztest „die höchste Punktzahl erreichte, die je erreicht worden sei“.[73] William James, der auch ein experimentelles Interesse an parapsychologischen Phänomenen hatte,[74] behauptete in seinen Vorträgen, dass Menschen üblicherweise nur den Bruchteil ihres vollen geistigen Potentials ausschöpfen würden.[75] Eine unreferenzierte Aussage von William James wird am häufigsten bei späteren Erwähnungen des Mythos zitiert.[17]

- Ende 19./Anfang 20. Jahrhundert – Eine weitere Erklärung zum Ursprung des Zehn-Prozent-Mythos ist eine Reihe von Missverständnissen – oder Falschdarstellungen – von Ergebnissen neurologischer Forschung. Früh hatte Rudolf Virchow festgestellt, dass das Gehirn hauptsächlich aus Gliazellen besteht, die nur sehr unbedeutende Funktionen zu haben schienen. Später fand man heraus, dass die Funktionen vieler Hirnregionen (besonders in der Großhirnrinde) komplex genug sind, dass Auswirkungen von Schäden eher schleichend oder gar unmerklich sind, was die damaligen „Hirnforscher“ nachdenklich machte, was denn die eigentliche Aufgabe dieser so betroffenen Regionen sei.[76] James W. Kalat,[77] Autor des Lehrbuchs Biologische Psychologie, weist darauf hin, dass Wissenschaftler in den 1930er Jahren bereits wussten, dass sich im Gehirn eine große Anzahl von Schaltneuronen (local neurons) befinden. Das Missverständnis der Funktion dieser Schaltneuronen, die „nur“ für die Verbindung zwischen verschiedenen Neuronen sorgen, könnten zum Zehn-Prozent-Mythos geführt haben.[78]

- 1930er Jahre – Der Ursprung dieses Mythos wird ebenfalls auf den in den USA geborenen kanadischen Neurochirurgen Wilder Penfield zurückgeführt,[79] der der erste Direktor des Montreal Neurological Institute der McGill University war. Penfield und Mitarbeiter beobachteten, dass durch direkte Stimulation von etwa zehn Prozent aller Bereiche des Gehirns von menschlichen Patienten eine Aktivierung (oder Unterbrechung) von motorischen oder wahrnehmungsbedingten Ereignissen ausgelöst werden konnte.[80]

- 1960er Jahre – Der Psychologe und Pädagoge Georgi Losanow schlug die Lehrmethode der Suggestopädie vor in dem Glauben, „… that we might be using only five to ten percent of our mental capacity.“[81]

## Widerlegung

### Benennung als Mythos
Die erste Konkretisierung als Mythos und explizite Verwendung des Begriffes ten percent myth stammt von dem kanadischen Neuropsychologen Barry Beyerstein, der diesen 1999 in dem Buchkapitel Whence Cometh the Myth that We Only Use 10% of our Brains? einführte. Im selben Jahr kommentierte Benjamin Radford das Thema im Skeptical Inquirer. Im Deutschen wurde der Begriff „Zehn-Prozent-Mythos“ einige Jahre später übernommen.

### Wissenschaftliche Argumente
Der Neurologe Barry Gordon beschrieb den Mythos als „lächerlich falsch“ und fügte hinzu: „… wir benutzen praktisch jeden Teil des Gehirns und es ist fast die ganze Zeit aktiv.“ Der Psychologe Donald H. McBurney nannte den 10-Prozent-Mythos „eines der widerstandsfähigsten Unkräuter im Garten der Psychologie“.
Barry Beyerstein listet wissenschaftliche Argumente aus verschiedenen Fachgebieten auf, die alle den Zehn-Prozent-Mythos widerlegen:
- Energiebedarf und Evolution: In Bezug auf den Sauerstoff- und Nährstoffverbrauch ist das Gehirn des Menschen enorm kostspielig. Es kann bis zu 20 Prozent des gesamten Energieverbrauchs des Körpers beanspruchen – mehr als jedes andere Organ – obwohl es nur etwa 2 Prozent der Körpermasse ausmacht.[85][86] Es ist sehr unwahrscheinlich, dass sich ein Gehirn mit angeblich 90 Prozent funktionsloser Masse überhaupt entwickelt haben könnte.[87] Wäre das trotzdem der Fall gewesen und 90 Prozent der Masse (oder Funktion) wären unnötig und lägen brach, hätte es einen großen Überlebensvorteil für Menschen bedeutet, kleinere, effizientere Gehirne zu entwickeln und der evolutionäre Prozess der natürlichen Selektion hätte die ineffizienten Gehirnareale beseitigt.[8]

- Gehirnscans: Technologien wie Positronen-Emissions-Tomographie (PET) und funktioneller Magnetresonanztomographie (fMRT) erlauben die Bestimmung der Aktivität des Gehirn in vivo. Sie zeigen, dass selbst während des Schlafes mehr als 10 Prozent aller Bereiche des Gehirns ein bestimmbares Aktivitätsniveau zeigen. Nur im Falle ernster Schädigungen lassen sich „absolut stille Bereiche“ im Gehirn entdecken.[8]

Populärwissenschaftlich wurde das in Episode 151 der Dokumentarserie Mythbusters (Erstausstrahlung am 27. Oktober 2010) gezeigt. Die Moderatoren Jamie Hyneman und Adam Savage bedienten sich der Magnetoenzephalographie und funktioneller Magnetresonanztomographie, um das Gehirn des Regisseurs Tory Belleci zu untersuchen, der mit verschiedenen komplizierten Aufgaben beschäftigt wurde. Dabei wurde gemessen, dass etwa 35 Prozent seines Gehirns neurale Aktivität zeigten.
- Gehirnkartografie: Statt immer als Einheit zu funktionieren, hat das Gehirn definierte und getrennte Bereiche für die verschiedenen Arten der Informationsverarbeitung. Jahrzehnte an Forschung wurden darauf verwendet, die Lokalisierungen bestimmter Funktionen zu kartografieren und es wurden keine „funktionslosen“ Bereiche gefunden.[8]

- Untersuchung von Hirnschädigungen: Wenn ein Anteil von 90 Prozent des Gehirns nicht verwendet werden würde, sollten Schädigungen in vielen Bereichen die Leistung des Individuums nicht beeinträchtigen. Es gibt fast keinen Bereich des Gehirns, der bei Schädigungen keinen Verlust gewisser Fähigkeiten erfährt. Selbst leichte Verletzungen in kleinvolumigen Bereichen des Gehirns können tiefgreifende Auswirkungen haben, die aber unter günstigen Umständen teilweise wieder durch die kortikale Plastizität kompensiert werden können.[8]

- Zelldegeneration: Gehirnzellen, die nicht an aktiven Prozessen teilnehmen, haben die Tendenz zu degenerieren. Daher, wenn 90 Prozent des Gehirns inaktiv wären, würden Autopsien des erwachsenen Gehirns großräumige Degeneration zeigen – was nicht der Fall ist. Nur bei der Autopsie von verstorbenen Patienten mit neurodegenerativen Erkrankungen lassen sich solche Bereiche finden.[8]

## Aufrechterhaltung in der Popkultur und Werbung
Autoren von Kurzgeschichten, Büchern und Filme in der Popkultur verwenden die Steigerung der Leistungsfähigkeit des Gehirns auf ein Vielfaches als dramatisches Element ihrer fantastischen Erzählungen und halten den Zehn-Prozent-Mythos dadurch am Leben. Die angeführten Werke sind bekannte Beispiele.

### Film
- Im Film Der Flug des Navigators (1986) entdecken Wissenschaftler des Planeten Phaelon, dass Menschen nur 10 Prozent der Kapazität ihres Gehirns verwenden. Experimentell füllen sie deshalb die verbleibenden 90 Prozent eines Teenagers namens David mit verschiedenen Informationen (zum Beispiel Sternkarten).
- Die Prämisse der romantischen Komödie Rendezvous im Jenseits (1991) besteht darin, dass die Menschen nur 3 bis 5 Prozent ihres Gehirns benutzen (sie werden deshalb als „Little Brains“ bezeichnet) und damit während ihrer Zeit auf der Erde nur ihre Angst zu besiegen versuchen. Gelingt das einem Erdling und lernt er, mehr kognitive Leistung zu erbringen, erreicht er eine höhere Ebene. Falls es ihm nicht gelingt, wird seine Seele wiedergeboren und er bekommt einen weiteren Versuch auf der Erde.
- Der Rasenmähermann (1992) behandelt Experimente mit der geistigen Kapazität eines Gärtnergehilfen. Es gibt keine Gemeinsamkeiten mit der gleichnamigen Kurzgeschichte von Stephen King.
- Im Techno-Thriller The Dark Fields (Alan Glynn, 2001) experimentiert der Protagonist Eddie Spinola mit der Droge MDT-48 und erhöht seine geistigen Fähigkeiten weit über seine 20 Prozent – statt der üblich erwähnten 10 Prozent – hinaus. 2011 wurde das Buch unter dem Titel Limitless verfilmt. Der erfolglose Schriftsteller Eddie Morra experimentiert hier mit einer synthetischen Droge mit dem Namen NZT-48, die ihm der Drogendealer Vernon Gant mit der Behauptung überlässt, sie aktiviere die Kapazität des Gehirns über die üblichen 10 bis 20 Prozent hinaus. 2015 wurde eine Fernsehserie basierend auf diesem Thriller produziert.
- In der Pilotepisode zur Fernsehserie Heroes (2006) bestätigt der Genetikprofessor Mohinder Suresh den Zehn-Prozent-Mythos und erklärt damit das menschliche Potenzial für Superkräfte.
- Der Film Lucy (2014) „perpetuiert [diesen] Gehirn-Mythos“.[91][92][93]
- Auch in The Lazarus Effect, einem 2015 erschienenen Horrorthriller, findet der Mythos seine Erwähnung.

### Werbung
In der Werbung wird der Zehn-Prozent-Mythos in verschiedenen Weisen eingesetzt, um dem Leser – und potenziellen Kunden – nahezubringen, dass er bei Benutzung der beworbenen Dienste und Waren ein höheres geistiges Potenzial zeigt (oder erhält). Beispielsweise warb Northwest Airlines mit dem Slogan: „It’s been said that we use a mere 10% of our brain capacity. If, however, you’re flying ConnectFirstSM from Northwest Airline, you’re using considerably more.“ Es gibt weitere Beispiele dieser Art – von gewollt humorigen Anspielungen bis zur Suggestion –, seine geistige Leistung durch das beworbene Produkt steigern zu können.

## Weitere Verwendung ohne Bezug auf das Gehirn
Es gibt zwei weitere Themengebiete, in denen ähnliche Begriffe wie „Zehn-Prozent-Mythos“ verwendet wurden, um eine oft wiederholte Prozentangabe als unrichtig zu bezeichnen. In beiden Fällen liegt der Mythos aber darin, dass mit zehn Prozent ein viel zu hoher Wert angegeben wird, und in beiden Fällen ist die Verwendung erheblich seltener als beim Bezug auf das menschliche Gehirn.
- In der englischsprachigen Literatur, die sich mit Ergebnissen der Sexualforschung beschäftigt, findet sich der Begriff ten percent myth[96], the myth of ten percent[97], ten percent homosexuality myth[98] oder „Zehn-Prozent-Mythos“[99] im Zusammenhang mit dem Prozentsatz von Homosexuellen an der Gesamtpopulation, den Alfred Charles Kinsey und Mitarbeiter[100] 1948 mit „Ten percent of the males are more or less exclusively homosexual...“[101] angegeben hatten.

- Eine weitere, einmalige Erwähnung, mythical ten percent,[102] findet sich im Zusammenhang mit der Gehörlosenforschung in den USA, wo angeblich bei zehn Prozent der von Geburt an Gehörlosen in den USA entweder ein oder beide Elternteile auch gehörlos sein sollen.[103]